# Atti di Bartolomeo
Gli Atti di Bartolomeo o Martirio di Bartolomeo sono un apocrifo del Nuovo Testamento relativo a Bartolomeo, apostolo. È stato scritto in greco nel IV-V secolo, probabilmente in ambiente nestoriano.
Descrive predicazione e martirio per decapitazione di Bartolomeo in India.
Dato l'avanzato periodo di composizione l'apocrifo non può essere considerato un fedele resoconto storico, sebbene non si possa escludere una ripresa di precedenti tradizioni orali.